# Reunion in Vienna
Reunion in Vienna (Brasil: Reunião em Vienna / Portugal: Reunião) é um filme norte-americano de 1933, do gênero drama, dirigido por Sidney Franklin e estrelado por John Barrymore e Diana Wynyard.
Cenários art decó e a atuação de John Barrymore dão vida a essa comédia baseada na peça de Robert E. Sherwood. A peça teve 264 apresentações na Broadway entre novembro de 1931 e julho de 1932. Sua comicidade apimentada foi, em grande parte, perdida na transposição para o cinema.
No papel de marido tolerante, Frank Morgan iniciou um casamento de 17 anos com a MGM.

## Sinopse

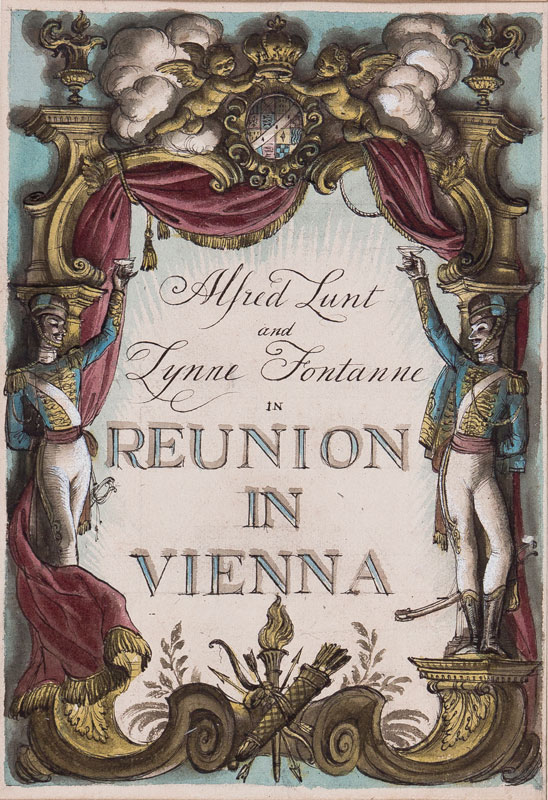
Programa (capa) da peça. Alfred Lunt e Lynne Fontanne foram substituídos, na versão cinematográfica, por John Barrymore e Diana Wynyard.

Doze anos depois, o Arquiduque Rudolf von Habsburg retorna a Viena e tenta reencetar seu relacionamento com Elena Krug. Acontece que Elena está casada com o Doutor Anton Krug, um psiquiatra da escola freudiana. O bom doutor entende que a melhor maneira de afugentar fantasmas do passado é confrontá-los. Assim, ele permite que Elena marque um encontro com o arquiduque...

## Premiações
| Patrocinador                                  | Prêmio | Categoria         | Situação |
| --------------------------------------------- | ------ | ----------------- | -------- |
| Academia de Artes e Ciências Cinematográficas | Oscar  | Melhor Fotografia | Indicado |

## Elenco
| Ator/Atriz        | Personagem                     |
| ----------------- | ------------------------------ |
| John Barrymore    | Arquiduque Rudolf von Habsburg |
| Diana Wynyard     | Elena Krug                     |
| Frank Morgan      | Doutor Anton Krug              |
| Henry Travers     | Padre Krug                     |
| May Robson        | Senhorita Lucher               |
| Eduardo Ciannelli | Poffy                          |
| Una Merkel        | Ilsa Hinrich                   |
| Bodil Rosing      | Kathie                         |
| Bela Loblov       | Músico                         |
| Morris Nussbaum   | Músico                         |
| Nella Walker      | Condessa Von Stainz            |
| Herbert Evans     | Conde Von Stainz               |